# David Suchet

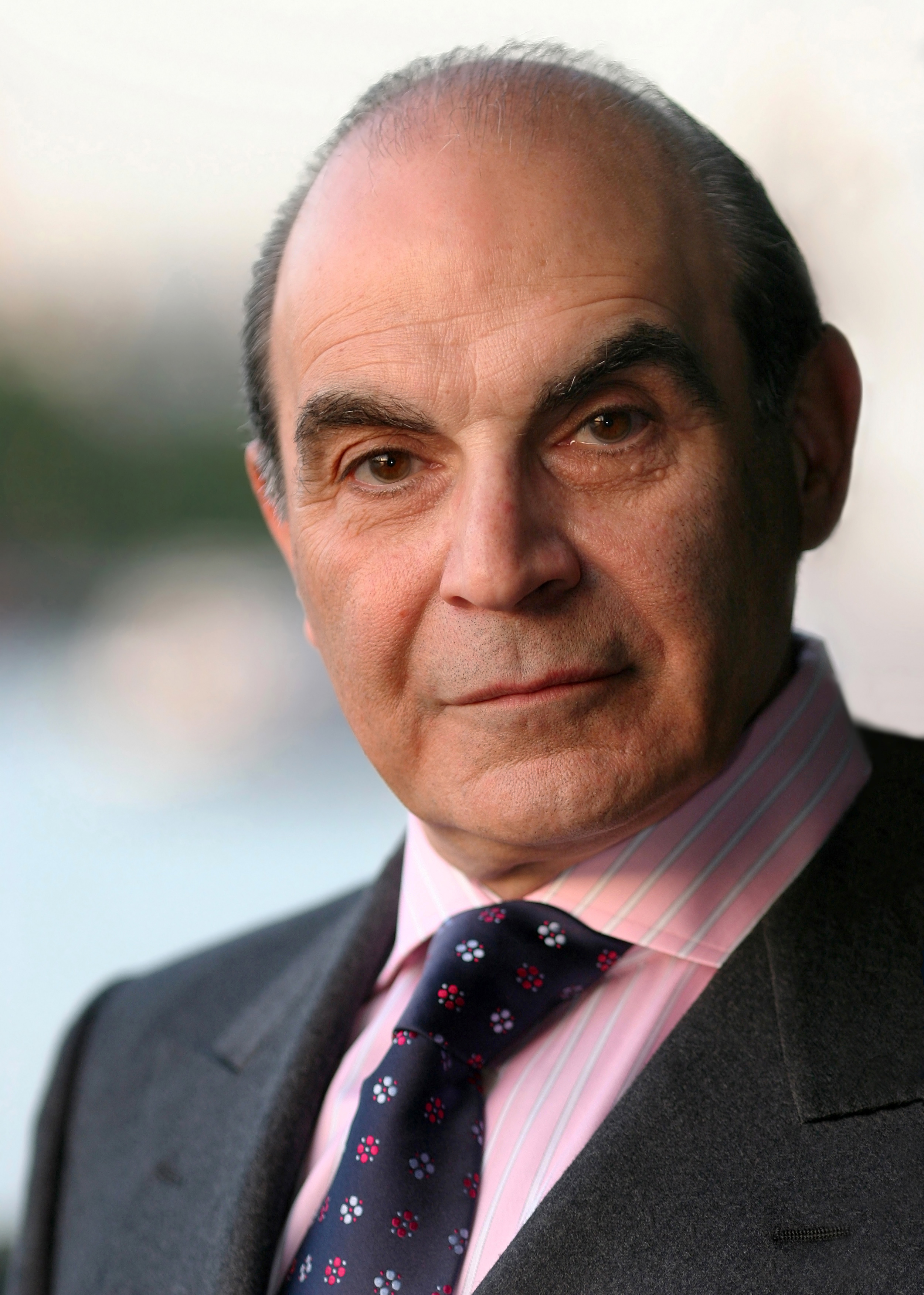
David Suchet (2006)

Sir David Suchet, CBE ([ˈsuːʃeɪ]; * 2. Mai 1946 in London) ist ein britischer Schauspieler. International bekannt wurde er durch seine Darstellung des Detektivs Hercule Poirot in der Fernsehserie Agatha Christie’s Poirot (1989–2013).

## Leben und Wirken

### Familie und Privates
David Suchet wurde als Sohn des Gynäkologen Jack Suchet und der Londoner Bühnenschauspielerin Joan Patricia Jarché geboren. Sein älterer Bruder John ist Fernsehjournalist, sein jüngerer Bruder Peter Werbemanager.
Suchets Vater, der osteuropäisch-jüdische Wurzeln hatte, wurde in Südafrika geboren und übersiedelte 1932 nach England. Seine Mutter war Mitglied der Anglikanischen Kirche. David Suchet selbst konvertierte im Alter von 40 Jahren zum Christentum.
Suchet ist seit 1976 mit der Schauspielerin Sheila Ferris verheiratet und hat zwei Kinder. Suchet ist ein Narrowboater und engagiert sich als Vizepräsident im Lichfield & Hatherton Canals Restoration Trust (LHCRT).

### Karriere
Schon als Jugendlicher interessierte sich Suchet für das Theater, nachdem ihn seine Mutter gelegentlich zu ihren Aufführungen mitgenommen hatte. Er besuchte ein Internat. Nach dem Schulabschluss begann er jedoch zunächst wie sein Vater ein Medizinstudium. Als er jedoch durch das Physikum fiel, brach er das Studium ab, wechselte ans National Youth Theatre im RCT und strebte fortan eine professionelle Bühnenkarriere an. Er studierte drei Jahre lang Schauspiel an der London Academy of Music and Dramatic Art und arbeitete nach seinem Abschluss am Gateway Theatre in Chester zunächst als Bühnenassistent.
Suchet hatte erste Gastauftritte in Fernsehserien, wie Kein Pardon für Schutzengel, Die Profis und Die unglaublichen Geschichten von Roald Dahl. Am bekanntesten aber wurde Suchet durch seine Darstellung des Hercule Poirot in der 70-teiligen Fernsehserie Agatha Christie’s Poirot, die von 1989 bis 2013 produziert wurde. Zuvor spielte er den „Inspector Japp“ neben Sir Peter Ustinov als Hercule Poirot in dem Fernsehfilm Mord à la Carte (1985).
Im Kino ragte seine Darstellung des „Rudi Waltz“ in Der Fall Lucona (1993) heraus. Der Film basiert auf einer wahren Begebenheit, dem Skandal um den österreichischen Unternehmer Udo Proksch.
Suchet ist seit 1973 Mitglied der Royal Shakespeare Company, bei der er in einer großen Anzahl von Aufführungen mitwirkte, so etwa in King Lear, Romeo und Julia, Was ihr wollt und Richard II. wie auch in Wer hat Angst vor Virginia Woolf?. Er verkörperte Antonio Salieri in  Peter Shaffers Stück Amadeus an Theatern in Los Angeles und am Broadway wie auch den Kardinal in dem Vatikan-Thriller The Last Confession am Theatre Royal Haymarket in London. In Deutschland war Suchet unter anderem in dem Kinofilm Bank Job (2008) als einer der Gegenspieler von Jason Statham zu sehen.
Suchet ist auch als Hörbuchsprecher hervorgetreten, er hat unter anderem die gesamte Bibel eingesprochen.  Er drehte zudem Dokumentationen zu christlichen Themen, unter anderem zum Leben der Apostel Paulus und Petrus sowie über bedeutende britische Kathedralen.

## Filmografie (Auswahl)
- 1978: Die Profis (The Professionals, Fernsehserie, Folge 1x06)
- 1980: Oppenheimer (Miniserie, 6 Folgen)
- 1982: Der Glöckner von Notre Dame (The Hunchback of Notre Dame)
- 1982: Der Missionar (The Missionary)
- 1983: Der rote Monarch (L. P. Beria)
- 1984: Greystoke – Die Legende von Tarzan, Herr der Affen (Greystoke: The Legend of Tarzan, Lord of the Apes)
- 1984: Die Libelle (The Little Drummer Girl)
- 1984: Freud (Freud) (Miniserie, 6 Folgen)
- 1985: Der Falke und der Schneemann (The Falcon and the Snowman)
- 1985: Mord à la Carte (Agatha Christie’s Thirteen at dinner)
- 1986: Der stählerne Adler (Iron Eagle)
- 1987: Bigfoot und die Hendersons (Harry and the Hendersons)
- 1988: Zwei Welten (A World Apart)
- 1988: Der Priestermord (To Kill a Priest)
- 1989–2013: Agatha Christie’s Poirot (Fernsehserie, 70 Folgen)
- 1993: Der Fall Lucona
- 1996: Einsame Entscheidung (Executive Decision)
- 1997: Die Bibel – Salomon (Solomon)
- 1998: Ein perfekter Mord (Perfect Murder)
- 1999: Wing Commander
- 1999: Citizen Kane – Die Hollywood-Legende (RKO 281)
- 2001: Victoria & Albert
- 2002: Live aus Bagdad (Live from Baghdad, Fernsehfilm)
- 2003: Ein ungleiches Paar (The In-Laws)
- 2003: Foolproof – Ausgetrickst (Foolproof)
- 2007: Die Flut – Wenn das Meer die Städte verschlingt (Flood)
- 2008: Bank Job (The Bank Job)
- 2010: Terry Pratchett – Ab die Post (Going Postal)
- 2011: Hidden (Miniserie, 3 Folgen)
- 2011: Große Erwartungen (Great Expectations)
- 2014: Effie Gray
- 2017: Doctor Who (Folge: Knock Knock)
- 2017: American Assassin

## Auszeichnungen
- 1985: RTS Television Award als Bester Darsteller in A Song for Europe
- 1986: RTS Television Award als Bester Darsteller in The Way We Live Now
- 1988: CableACE Award Nominierung – The Last Innocent Man
- 1989: BAFTA TV-Award -Nominierung als Bester Darsteller in A World Apart
- 1991: BAFTA TV-Award -Nominierung als Bester Darsteller in Agatha Christie's Poirot
- 1996: London Critics’ Circle Theatre Award (Drama Theatre) als bester Darsteller in Who's Afraid of Virginia Woolf?
- 1998: Internationales Filmfestival von Istanbul Spezialpreis der Jury in Sunday
- 2000: Tony Award (Nominierung) für seine Rolle als Salieri in Amadeus
- 2002: Officer des Order of the British Empire (OBE)
- 2002: BAFTA TV-Award-Nominierung als Bester Darsteller in The Way We Live Now
- 2002: Royal Television Society Award für seine Darstellung als Augustus Melmotte in dem BBC-Drama The Way We Live Now
- 2002: Nominiert für den  Broadcasting Press Guild Award als bester Schauspieler für The Way We Live Now
- 2007: Variety Club Award für seine Darstellung als Kardinal Benelli in The Last Confession
- 2008: Gewinner des International Emmy als bester Schauspieler für Maxwell
- 2008: Nominiert für den  Broadcasting Press Guild Award als bester Schauspieler für Maxwell
- 2009: Gemini Award für Diverted
- 2010: Satellite-Award-Nominierung als Bester Darsteller in einer Miniserie oder einem für das Fernsehen produzierten Spielfilm in Agatha Christie’s Poirot
- 2011: Commander of the Order of the British Empire (CBE)
- 2011: Whatsonstage.Award (Publikumspreis) für seine Rolle in All my Sons
- 2011: Critic's Circle Theatre Award für seine Rolle in All my Sons
- 2014: Satellite-Award-Nominierung als Bester Darsteller in einer Miniserie oder einem für das Fernsehen produzierten Spielfilm in Agatha Christie’s Poirot
- 2015: Online Film & Television Association Award als Bester Darsteller in einer Miniserie in Agatha Christie’s Poirot

## Deutsche Synchronstimmen
Suchet ist für die deutschen Fassungen seiner Filme im Laufe der Jahre von mehreren Sprechern synchronisiert worden. Am häufigsten liehen Uli Krohm und Joachim Kerzel ihm ihre Stimme, so in Das Eulenhaus und Einsame Entscheidung.